# 六試小型夜間偵察飛行艇
愛知 六試小型夜間偵察飛行艇 / AB-4
AB-4型飛行艇
- 用途：偵察機、旅客機、貨物機
- 分類：飛行艇
- 製造者：愛知電機時計製造
- 運用者

  - 大日本帝国海軍
  - 日本航空輸送研究所
- 生産数：6機
- 運用状況：退役

六試小型夜間偵察飛行艇（ろくしこがたやかんていさつひこうてい）または愛知 AB-4飛行艇は、1930年代につくられた単発複葉の飛行艇である。日本海軍のための夜間偵察用飛行艇として開発された。6機が試作されたが採用にならず、3機が民間に払い下げられ、日本航空輸送研究所で運用された。

## 概要
1931年（昭和6年）、日本海軍は1920年代から海軍機の製造を行っていた愛知電機時計製造にカタパルト射出する小型夜間偵察飛行艇の設計を命じた。AB-4飛行艇（ABはAichi Biplaneの略）は金属構造の艇体をもつ複葉機で推進式にエンジンを配置した。エンジンは東京瓦斯電気工業製の6気筒空冷直列エンジン「浦風」だった。
最初の試作機は1932年（昭和7年）5月に初飛行した。操縦性は全般的に良好で、離水時、着水時に操縦性に欠点があり、操縦士の視界が悪かったが評価用に5機の追加試作機が製作された。6機の試作機は六試小型夜間偵察飛行艇として試験されたが、採用されず、要求が見直され、1936年（昭和11年）に同じ愛知が製作した九六式水上偵察機が採用された。
1935年（昭和10年）、6機のAB-4飛行艇のうち3機が日本航空輸送研究所に払い下げられた。1機は貨物機として使用され、2機は日本飛行機で旅客用飛行艇に改造された。操縦席は機種の銃士席に移され、5人および6人の客席キャビンが追加された。1機はエンジンを高出力のネイピア ライオンに換装された。
日本航空輸送研究所ではAB-4を定期運行や観光飛行に用いた。1937年（昭和12年）5月27日に1機が堺市の工場の煙突に衝突し、5人の犠牲者を出す事故を起こした。

## 諸元
- 乗員：3名
- 全長：9.75 m
- 翼幅：13.50 m
- 全高：3.94 m
- 翼面積：47.1 m2
- 自重：1,610 kg
- 全備重量：2,350 kg
- エンジン：1 × 瓦斯電「浦風」350 hp
- 最大速度：164 km/h
- 巡航速度：113 km/h
- 失速速度：84 km/h
- 2,800 mまでの上昇時間：60分50秒